# Schwörsheim
Schwörsheim ist ein Kirchdorf und Ortsteil der Gemeinde Munningen in der Verwaltungsgemeinschaft Oettingen in Bayern. Das Dorf liegt im Landkreis Donau-Ries in Bayern, etwa 12 km nordöstlich von Nördlingen.

## Geschichte

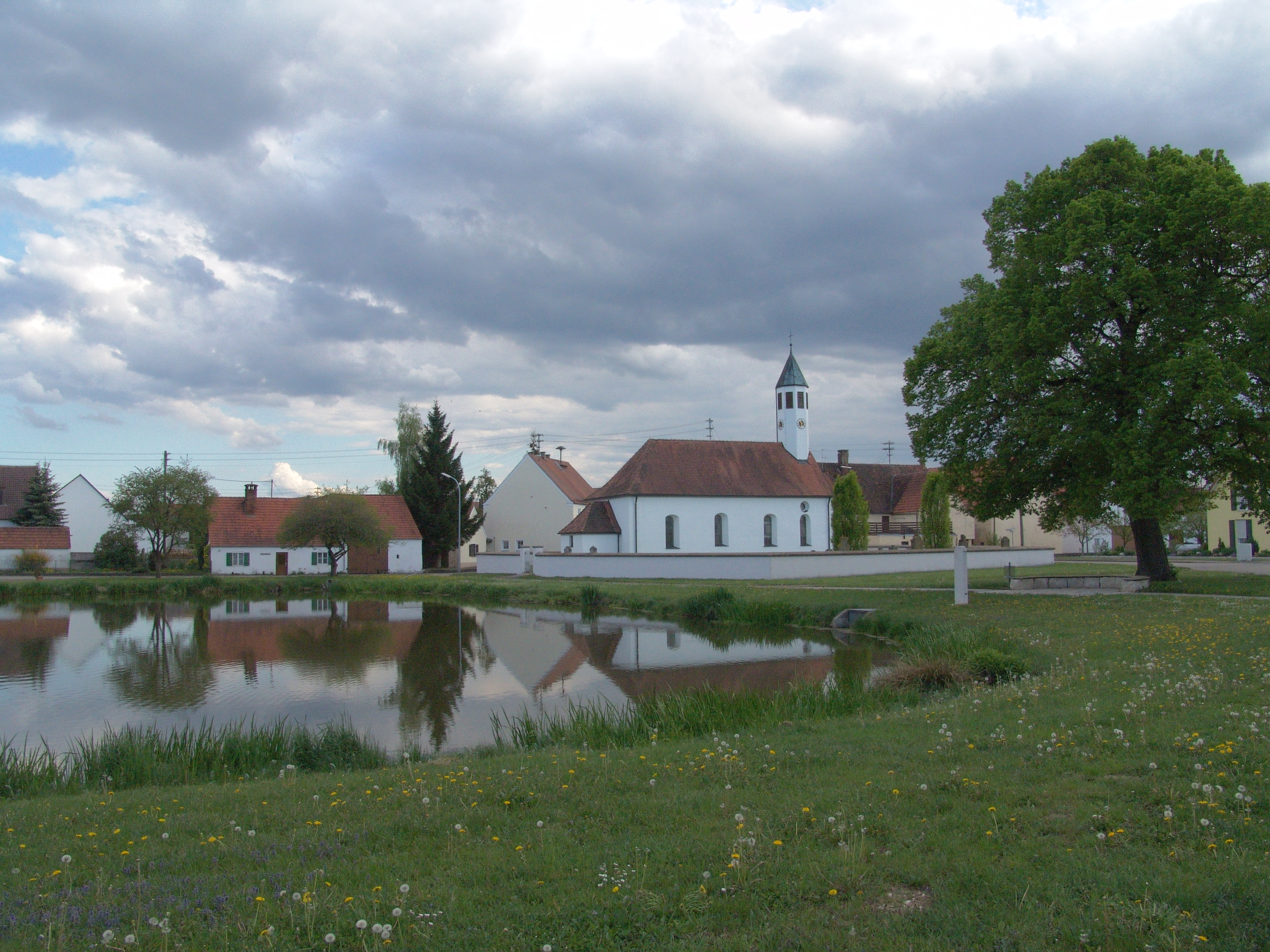
Schwörsheim mit St. Leonhard

Die erste Erwähnung von Schwörsheim befindet sich in einer Urkunde von Kaiser Friedrich I. Barbarossa als „Swenersee“ (Schwanensee). Der Weiher in der Dorfmitte gab der Siedlung vermutlich ihren Namen. Diese Urkunde wurde über Jahrhunderte als Bucheinband oder Deckblatt verwendet. Sie ist großflächig vom Holzwurm zerfressen und abgeschnitten. Auch befinden sich jüngere Schreibproben darauf. Sie ist unansehnlich und nicht datiert. Der Aussteller Friedrich I. war seit 1147 schwäbischer Herzog, ab 1152 deutscher König und von 1155 bis zu seinem Tod am 10. Juni 1190 Kaiser des Heiligen Römischen Reiches. Als solcher nannte er sich auch in der Urkunde. Sie nennt als Abt des Klosters Kaisheim einen Ulrich, der wohl 1157 gestorben ist. Daher datiert sie sicherlich zwischen 1155 und 1157 und gehört nach Expertenmeinung in eine Reihe weiterer Bestätigungsurkunden, die der Kaiser für verschiedene Klöster am 21. Februar 1156 ausstellte.
Auch der Zeitpunkt der Ortsgründung des zugehörigen Weilers Haid ist unbekannt. Die erste sichere Erwähnung aus dem Jahr 1307 gibt keinen Aufschluss über die Entstehungszeit. Es ist anzunehmen, dass Haid mit seinem topographischen Ortsnamen (Heide) im 9. Jahrhundert als Ausbauort von Megesheim entstanden ist.
Am 1. Mai 1978 wurde das bis dahin selbständige Schwörsheim in die Gemeinde Munningen eingegliedert.
Im Ries und weit darüber hinaus sind die Schwörsheimer Kartoffeln bekannt. Der lockere Sandboden bietet ideale Bedingungen für den Anbau. Der Kartoffelanbau ist für viele Schwörsheimer Kleinbetriebe eine wichtige Einnahmequelle. Daraus hat sich im Ortsteil Schwörsheim auch Gewerbe entwickelt. Mehrere Speditionen haben dort ihren Sitz.

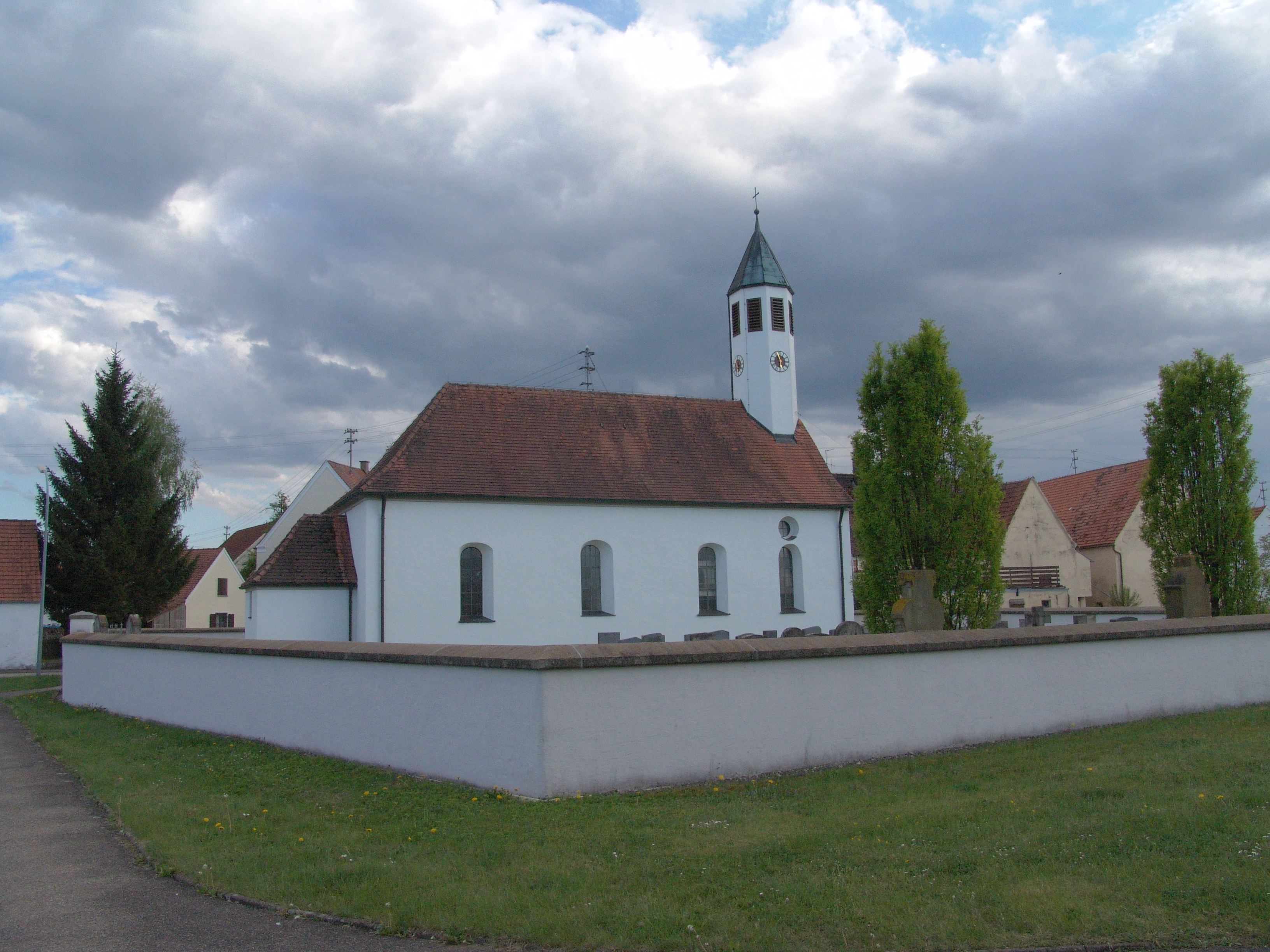
Kirche St. Leonhard

## Religionen
Durch die Teilung des Ortes zwischen den beiden oettingischen Linien hat das Dorf seit der Reformationszeit eine katholische und eine evangelische Hälfte. Bis zum Bau eines eigenen katholischen Gotteshauses in den 1950er Jahren war die St.-Leonhards-Kirche eine Simultankirche.

## Vereinsleben
In Schwörsheim gibt es ein reges Vereinsleben. Neben der Freiwilligen Feuerwehr gibt es einen Sportverein, einen Männergesangverein und einen Soldaten- und Kriegerverein. Die beiden Konfessionen haben ebenfalls reges Gemeinschaftsleben mit dem Posaunenchor, dem Kirchenchor und anderen Gruppen.

## Mundart
Schwörsheim und Haid befindet sich sprachmäßig zwischen drei großen Stammessprachen: dem Schwäbischen (Wechingen: „noi“), dem Ostfränkischen (Westheim) und dem Bairischen (Richtung Wemding). In diesem Übergangs- und Grenzgebiet dieser drei Dialekte ist die Abgrenzung derart ausgeprägt, dass beinahe jeder Ort seine eigene Dialektart hat. Wenn sich auch die Mundart noch relativ gut auf dem Land hält, so sind doch mehr und mehr Hochdeutschsprechende auch auf dem Land anzutreffen, wobei zunehmend auch Einheimische versuchen, sich durch die Erziehung der Kinder mit dem Hochdeutschen von der Landbevölkerung abzugrenzen. Im Volksmund heißt Schwörsheim „Schweschi“.

## Kartoffelanbau
Aufgrund magerer Sandböden und der starken Zersplitterung der Hofeinheiten waren die Schwörsheimer Kleinlandwirte schon früh gezwungen, ihren Lebensunterhalt aufzubessern. So wurden sicherlich schon seit dem Mittelalter die „Waischrüben“ auf den abgeernteten Getreidefeldern („Waisch“) angebaut und  zur Herstellung von Rübenkraut in die umliegenden Städte verkauft. Das ist bereits seit 1622 mehrfach urkundlich bezeugt. Um 1750 wurden die Waischrüben von den Kartoffeln abgelöst, die auf den Schwörsheimer Feldern sehr gut gedeihen. Das Vermarktungskonzept mit Pferdegespann in umliegenden, aber auch weiter entfernteren Orten blieb das Gleiche. Mittlerweile sind die Schwörsheimer Frühkartoffeln in der näheren und weiteren Umgebung bekannt. Mit dem Auto verkaufen die Schwörsheimer ihre Kartoffeln („Erdbiro“) noch heute in den umliegenden Städten.